# Vita Palamar
Vita Palamar (ukrainien : Віта Паламар ; née le 12 octobre 1977 à Khmelnytskyi) est une athlète ukrainienne, spécialiste du saut en hauteur. Son record personnel est de 2,01 m obtenu à Zurich en août 2003. Elle a participé cinq fois aux Championnats du monde.

## Biographie
Vainqueur des Universiades en 1999 à Palma de Majorque, Vita Palamar remporte sa seule médaille en compétition internationale lors des Championnats du monde en salle de 2008 à Valence où elle décroche le bronze avec un saut à 2,01 m, record d'Ukraine.
Dans sa carrière, elle atteint 2 finales olympiques (2000, 2008), 4 finales de championnats du monde (2001, 2003, 2005 et 2007), 3 finales de championnats du monde en salle (2001, 2004 et 2008) mais aussi une finale européenne en salle (2000).
5e de la finale des Jeux olympiques de Pékin, Vita Palamar devrait être reclassée 4e à la suite de la disqualification d'Anna Chicherova, médaillée de bronze. Le 17 novembre, on apprend que Palamar est également disqualifiée de ce concours pour dopage.

## Palmarès
| Date | Compétition                       | Lieu          | Résultat | Marque  |
| ---- | --------------------------------- | ------------- | -------- | ------- |
| 1996 | Championnats du monde juniors     | Sydney        | 6e       | 1,85 m  |
| 1999 | Championnats d'Europe espoirs     | Göteborg      | 6e       | 1,85 m  |
| 2000 | Championnats d'Europe en salle    | Gand          | 5e       | 1,92 m  |
| 2000 | Jeux olympiques                   | Sydney        | 7e       | 1,96 m  |
| 2001 | Championnats du monde en salle    | Lisbonne      | 5e       | 1,93 m  |
| 2001 | Championnats du monde             | Edmonton      | 5e       | 1,94 m  |
| 2001 | Universiade                       | Pékin         | 1re      | 1,96 m  |
| 2001 | Goodwill Games                    | Brisbane      | 3e       | 1,93 m  |
| 2001 | Golden League                     | Golden League | 2e       | détails |
| 2003 | Championnats du monde             | Paris         | 5e       | 1,95 m  |
| 2003 | Finale mondiale                   | Monaco        | 2e       | 2,01 m  |
| 2004 | Championnats du monde en salle    | Budapest      | 4e       | 1,97 m  |
| 2004 | Finale mondiale                   | Monaco        | 8e       | 1,88 m  |
| 2005 | Coupe d'Europe des nations        | Florence      | 2e       | 1,92 m  |
| 2005 | Championnats du monde             | Helsinki      | 5e       | 1,93 m  |
| 2005 | Finale mondiale                   | Monaco        | 2e       | 1,93 m  |
| 2007 | Championnats du monde             | Osaka         | 7e       | 1,94 m  |
| 2007 | Jeux mondiaux militaires          | Hyderabad     | 1re      | 1,98 m  |
| 2007 | Finale mondiale                   | Stuttgart     | 6e       | 1,94 m  |
| 2007 | Golden League                     | Golden League | 4e       | détails |
| 2008 | Championnats du monde en salle    | Valence       | 3e       | 2,01 m  |
| 2008 | Jeux olympiques                   | Pékin         | —        | DSQ     |
| 2009 | Championnats d'Europe par équipes | Leiria        | —        | DSQ     |
| 2009 | Championnats du monde             | Berlin        | —        | DSQ     |
| 2012 | DécaNation                        | Albi          | 5e       | 1,85 m  |

## Records
| Épreuve         | Épreuve      | Performance | Lieu          | Date                           |
| --------------- | ------------ | ----------- | ------------- | ------------------------------ |
| Saut en hauteur | En plein air | 2,01 m      | Zurich Monaco | 15 août 2003 13 septembre 2003 |
| Saut en hauteur | En plein air | 2,01 m      | Valence       | 9 mars 2008                    |